# Сюди, Золтан
Золтан Сюди (венг. Szügyi Zoltán; 8 февраля 1896, Хуст — 23 ноября 1967, Будапешт) — венгерский военачальник, командир дивизия «Святой Ласло» (октябрь 1944 года — мая 1945 года). Сдался британской армии в районе Клагенфурта, но был передан венгерским властям в марте 1946 года. В 1949 году был приговорён к 10 годам тюремного заключения как военный преступник и освобождён в 1957 году.

## Биография

### Ранние годы
Родился 9 февраля 1896 года в городе Хуст, Королевство Венгрия. После окончания средней школы планировал стать инженером, однако по наставлению родителей начал заниматься преподавательством, в том числе из-за более высоко оплачиваемом работы. После начала Первой мировой войны добровольцем вступил в 12-й Королевский пехотный полк, подделав подписи своих родителей в приёмных документах.

### Первая мировая война
В период с 30 сентября 1914 года по 2 декабря 1915 года служил офицером в 12-м Королевском пехотном полку. В декабре 1914 года — произведен в ефрейторы, 15 января 1915 года — в юнкеры, 1 мая 1915 года — в фендрики запаса. С декабря 1915 года по начало апреля 1916 года болел, после выздоровления вернулся в полк и продолжал в нём служить до июня 1918 года. После полученного ранения 22 июня 1918 года был переведён в дивизию Секеи в составе которой участвовал в Румынской интервенции в Венгрию. После того как дивизия в полном составе сдалась в плен, Сюди находился в Румынии.